# Paragaleus tengi
Paragaleus tengi är en hajart som först beskrevs av Chen 1963.  Paragaleus tengi ingår i släktet Paragaleus och familjen Hemigaleidae. IUCN kategoriserar arten globalt som otillräckligt studerad. Inga underarter finns listade i Catalogue of Life.